# Coupe des États-Unis de soccer 2015
Navigation
Lamar Hunt U.S. Open Cup 2014 Lamar Hunt U.S. Open Cup 2016
La Coupe des États-Unis de soccer 2015 est la 102e édition de la Lamar Hunt U.S. Open Cup, la plus ancienne des compétitions dans le soccer américain. C'est un système à élimination directe mettant aux prises des clubs de soccer amateurs, semi-pros et professionnels affiliés à la Fédération des États-Unis de soccer, qui l'organise conjointement avec les ligues locales
La finale s'est tenue le 30 septembre 2015, après sept autres tours à élimination directe dans la phase finale mettant aux prises des clubs amateurs et professionnels. Les Seattle Sounders FC défendent leur trophée après leur victoire en 2014, leur quatrième titre (après 2009, 2010 et 2011). Les qualifications débutent à l'automne 2014 pour les équipes des divisions cinq ou inférieures même si la Fédération des États-Unis de soccer n'annonce le format de la compétition que le 4 février 2015. Une nouveauté en 2015 est l'absence de tirage au-delà des seizièmes de finale puisque les équipes sont réparties en quatre groupes de quatre, selon des critères géographiques. Malgré tout, les équipes appartenant au même propriétaire (Real Salt Lake et Real Monarchs par exemple) ne peuvent se rencontrer avant la finale.
Les tenants du titre sont les Seattle Sounders, vainqueur en finale du Philadelphia Union. Le vainqueur de la compétition, le Sporting Kansas City, remporte 250,000 $ ainsi qu'une place pour la Ligue des champions de la CONCACAF 2016-2017.

## Déroulement de la compétition

### Primes monétaires
Pour cette 102e édition, les primes accordées sont les mêmes que la saison dernière. Le champion reçoit 250 000 dollars. Le finaliste touche 60 000 dollars et 15 000 dollars sont accordés pour les meilleurs de chaque championnat semi-pro et amateur.
Les primes monétaires de l'édition 2015 sont distribuées comme suit:
| Classement                                                 | Primes    |
| ---------------------------------------------------------- | --------- |
| Champion                                                   | 250,000 $ |
| Finaliste                                                  | 60,000 $  |
| Meilleur de championnat inférieur à la Major League Soccer | 15,000 $  |

## Calendrier
De par la taille du pays, les phases de qualification sont dirigées par des ligues nationales qui divisent elles-mêmes leurs phases de qualification selon la répartition géographique des clubs membres. Ainsi, selon les conférences, les qualifications peuvent être composées d'un à trois tours.

### Dates des rencontres
| Tour                                                                 | Nom                 | Dates retenues                  | Équipes participantes | Équipes gagnantes |
| Épreuve éliminatoire (2014)                                          |                     |                                 |                       |                   |
| 1                                                                    | Premier tour        | Dates locales                   |                       |                   |
| 2                                                                    | Deuxième tour       | Dates locales                   |                       |                   |
| 3                                                                    | Troisième tour      | Dates locales                   |                       |                   |
| Compétition propre (2015)                                            |                     |                                 |                       |                   |
| Entrée de 1 équipe d'USCS/1 équipe d'USSSA/2 équipes d'USASA         |                     |                                 |                       |                   |
| 4                                                                    | Tour préliminaire   | sam. 25 avril                   | 4                     | 2                 |
| Entrée de 12 équipes de NPSL/19 équipes de USL PDL/9 équipes d'USASA |                     |                                 |                       |                   |
| 5                                                                    | Premier tour        | mer. 13 mai                     | 42                    | 21                |
| Entrée des 21 équipes de USL                                         |                     |                                 |                       |                   |
| 6                                                                    | Deuxième tour       | mer. 20 mai                     | 42                    | 21                |
| Entrée des 9 équipes de NASL                                         |                     |                                 |                       |                   |
| 7                                                                    | Troisième tour      | mer. 27 mai                     | 30                    | 15                |
| Entrée des 17 équipes de Major League Soccer                         |                     |                                 |                       |                   |
| 8                                                                    | Quatrième tour      | mar. 16 - mer. 17 juin          | 32                    | 16                |
| 9                                                                    | Huitièmes de finale | mar. 30 juin - mer. 1er juillet | 16                    | 8                 |
| 10                                                                   | Quarts de finale    | mar.-mer. 21-22 juillet         | 8                     | 4                 |
| 11                                                                   | Demi-finales        | mar.-mer. 11-12 août            | 4                     | 2                 |
| 12                                                                   | Finale              | mar. 29 ou mer. 30 septembre    | 2                     | 1                 |

## Participants
| Entre au tour préliminaire                                                    | Entre au premier tour | Entre au premier tour | Entre au second tour | Entre au troisième tour | Entre au quatrième tour |
| USCS/USASA/USSSA 1 équipe/2 équipes/1 équipe                                  | NPSL/USASA/PDL 12 équipes/9 équipes/19 équipes | NPSL/USASA/PDL 12 équipes/9 équipes/19 équipes | USL 21 équipes | NASL 9 équipes | MLS 17 équipes |
| USCS - San Francisco City FC USASA - Cal FC - KC Athletics USSSA - Harpo's FC | NPSL - Brooklyn Italians - Chattanooga FC - Detroit City FC - FC Tacoma 253 - Fort Pitt FC Regiment - GBFC Thunder - Lansing United - Miami United FC - Sonoma County Sol - Tulsa Athletics - Upward Stars - Virginia Beach City FC USASA - Chula Vista FC - Greek American AA - Madison Fire - Maryland Bays - Mass Premier Soccer - NTX Rayados - PSA Elite $ - RWB Adria - Triangle Brigade | PDL - AC Connecticut - Burlingame Dragons FC - BYU Cougars - Des Moines Menace - FC Tucson - Golden State Misioneros FC - Jersey Express SC - Kitsap Pumas - Laredo Heat - Long Island Rough Riders - Michigan Bucks - Midland/Odessa Sockers - Ocala Stampede - Reading United AC - Seacoast United Phantoms - SW Florida Adrenaline - Ventura County Fusion - West Virginia Chaos - Western Mass Pioneers | USL - Arizona United SC - Austin Aztex - Charleston Battery - Charlotte Independence $ - Colorado Springs Switchbacks - Harrisburg City Islanders - LA Galaxy II - Louisville City FC - New York Red Bulls II - Oklahoma City Energy FC - Orange County Blues FC - Pittsburgh Riverhounds - Portland Timbers 2 - Real Monarchs - Richmond Kickers - Rochester Rhinos - Sacramento Republic FC - Saint Louis FC - Seattle Sounders 2 - Tulsa Roughnecks - Wilmington Hammerheads | NASL - Atlanta Silverbacks - Carolina RailHawks - Fort Lauderdale Strikers - Indy Eleven - Jacksonville Armada - Minnesota United FC - New York Cosmos $ - San Antonio Scorpions - Tampa Bay Rowdies | MLS - Chicago Fire - Colorado Rapids - Columbus Crew - FC Dallas - D.C. United - Houston Dynamo - Los Angeles Galaxy - New England Revolution - New York City FC - New York Red Bulls - Orlando City SC - Philadelphia Union - Portland Timbers - Real Salt Lake - San Jose Earthquakes - Seattle Sounders FC - Sporting Kansas City |

Légende :

Major League Soccer (MLS) : championnat de première division.

North American Soccer League (NASL) : championnat de seconde division organisé par la Fédération des États-Unis de soccer (USSF).

United Soccer League (USL) : championnat de troisième division organisé par la United Soccer Leagues (USL).

Premier Development League (PDL) : championnat de quatrième division organisé par la United Soccer Leagues (USL).

National Premier Soccer League (NPSL) : championnat de quatrième division organisé par la Fédération des États-Unis de soccer (USSF).

United States Adult Soccer Association (USASA) : organisateur des championnats de divisions cinq à neuf.

US Club Soccer (USCS) : organisation de soccer présente dans les 50 États du pays.

United States Specialty Sports Association (USSSA) : organisation multisports présente dans l'ensemble du pays.
- $: Vainqueur du bonus de 15,000 $ pour être l'équipe du championnat ayant été le plus loin dans la compétition.

## Résultats
Le vainqueur de l'édition précédente, les Seattle Sounders FC (MLS) entre dans la compétition lors du quatrième tour.

### Tour préliminaire
Les rencontres se déroulent le samedi 25 avril.
| Division | Club                  | Score | Club         | Division |
| -------- | --------------------- | ----- | ------------ | -------- |
| (USCS)   | San Francisco City FC | 1-2   | Cal FC       | (USASA)  |
| (USSSA)  | Harpo's FC            | 2-0   | KC Athletics | (USASA)  |

### Premier tour
Les rencontres se déroulent le mercredi 13 mai.
| Division | Club                     | Score            | Club                    | Division |
| -------- | ------------------------ | ---------------- | ----------------------- | -------- |
| (PDL)    | West Virginia Chaos      | 1-0              | Fort Pitt FC Regiment   | (NPSL)   |
| (PDL)    | Western Mass Pionners    | 1-1 (3-4 t.a.b.) | GBFC Thunder            | (NPSL)   |
| (NPSL)   | Lansing United           | 0-0 (4-2 t.a.b.) | RWB Adria               | (USASA)  |
| (NPSL)   | Miami United FC          | 2-1 a.p.         | SW Florida Adrenaline   | (PDL)    |
| (NPSL)   | Upward Stars             | 3-3 (3-1 t.a.b.) | Triangle Brigade        | (USASA)  |
| (PDL)    | AC Connecticut           | 2-3              | Virginia Beach City FC  | (NPSL)   |
| (PDL)    | Long Island Rough Riders | 3-1              | Brooklyn Italians       | (NPSL)   |
| (PDL)    | Michigan Bucks           | 3-0              | Detroit City FC         | (NPSL)   |
| (NPSL)   | Chattanooga FC           | 1-1 (5-3 t.a.b.) | Ocala Stampede          | (PDL)    |
| (PDL)    | Jersey Express SC        | 3-0              | Greek American AA       | (USASA)  |
| (PDL)    | Reading United AC        | 1-0              | Maryland Bays           | (USASA)  |
| (USASA)  | Mass Premier Soccer      | 1-2              | Seacost United Phantoms | (PDL)    |
| (PDL)    | Des Moines Menace        | 2-1              | Madison Fire            | (USASA)  |
| (PDL)    | Midland/Odessa Sockers   | 3-1              | Tulsa Athletics         | (NPSL)   |
| (PDL)    | Laredo Heat              | 0-0 (4-2 t.a.b.) | NTX Rayados             | (USASA)  |
| (PDL)    | BYU Cougars              | 0-0 (1-4 t.a.b.) | Harpo's FC              | (USSSA)  |
| (PDL)    | FC Tucson                | 1-2 a.p.         | Chula Vista FC          | (USASA)  |
| (NPSL)   | FC Tacoma 253            | 2-5              | Kitsap Pumas            | (PDL)    |
| (NPSL)   | Sonoma County Sol        | 2-1 a.p.         | Burlingame Dragons FC   | (PDL)    |
| (PDL)    | Ventura County Fusion    | 3-3 (6-5 t.a.b.) | Cal FC                  | (USASA)  |
| (USASA)  | PSA Elite                | 7-1              | Golden State Misioneros | (PDL)    |

### Second tour
Les rencontres se déroulent le 20 mai, à l'exception de la rencontre entre les Michigans Bucks et les Portland Timbers 2 qui a lieu la veille, le 19 mai.
| Division | Club                         | Score            | Club                      | Division |
| -------- | ---------------------------- | ---------------- | ------------------------- | -------- |
| (PDL)    | Michigan Bucks               | 0-2              | Portland Timbers 2        | (USL)    |
| (USL)    | Pittsburgh Riverhounds       | 3-0              | West Virginia Chaos       | (PDL)    |
| (USL)    | Wilmington Hammerheads       | 1-1 (3-5 t.a.b.) | Chattanooga FC            | (NPSL)   |
| (USL)    | Richmond Kickers             | 2-0              | Virginia Beach City FC    | (NPSL)   |
| (NPSL)   | Lansing United               | 0-1              | Louisville City FC        | (USL)    |
| (PDL)    | Reading United AC            | 0-3              | Harrisburg City Islanders | (USL)    |
| (USL)    | Rochester Rhinos             | 1-0              | GBFC Thunder              | (NPSL)   |
| (USL)    | Charleston Battery           | 1-0              | Miami United FC           | (NPSL)   |
| (USL)    | Charlotte Independence       | 4-1              | Upward Stars              | (NPSL)   |
| (PDL)    | Long Island Rough Riders     | 0-1              | Real Monarchs             | (USL)    |
| (PDL)    | Jersey Express SC            | 1-0              | New York Red Bulls II     | (USL)    |
| (USL)    | Saint Louis FC               | 2-1 a.p.         | Des Moines Menace         | (PDL)    |
| (USL)    | Tulsa Roughnecks             | 1-0              | Seacost United Phantoms   | (PDL)    |
| (PDL)    | Midland/Odessa Sockers       | 1-3              | Oklahoma City Energy FC   | (USL)    |
| (USL)    | Austin Aztex                 | 2-0              | Laredo Heat               | (PDL)    |
| (USL)    | Colorado Springs Switchbacks | 2-1              | Harpo's FC                | (USSSA)  |
| (USASA)  | PSA Elite                    | 2-1              | Orange County Blues FC    | (USL)    |
| (USL)    | Arizona United SC            | 0-3              | Chula Vista FC            | (USASA)  |
| (USL)    | LA Galaxy II                 | 1-2              | Ventura County Fusion     | (PDL)    |
| (USL)    | Sacramento Republic FC       | 4-2              | Sonoma County Sol         | (NPSL)   |
| (USL)    | Seattle Sounders 2           | 2-1              | Kitsap Pumas              | (PDL)    |

### Troisième tour
| Division | Club                      | Score            | Club                         | Division |
| -------- | ------------------------- | ---------------- | ---------------------------- | -------- |
| (USL)    | Seattle Sounders 2        | 2-1 a.p.         | Portland Timbers 2           | (USL)    |
| (USL)    | Harrisburg City Islanders | 1-3 a.p.         | Rochester Rhinos             | (USL)    |
| (USL)    | Richmond Kickers          | 3-0              | Jacksonville Armada          | (NASL)   |
| (USL)    | Pittsburgh Riverhounds    | 1-0              | Tampa Bay Rowdies            | (NASL)   |
| (NPSL)   | Chattanooga FC            | 1-2 a.p.         | Atlanta Silverbacks          | (NASL)   |
| (NASL)   | Carolina RailHawks        | 0-1              | Charlotte Independence       | (USL)    |
| (USL)    | Charleston Battery        | 3-2              | Fort Lauderdale Strikers     | (NASL)   |
| (NASL)   | Indy Eleven               | 0-2 a.p.         | Louisville City FC           | (USL)    |
| (NASL)   | New York Cosmos           | 3-0              | Jersey Express SC            | (PDL)    |
| (USL)    | Saint Louis FC            | 1-1 (3-1 t.a.b.) | Minnesota United FC          | (NASL)   |
| (USL)    | Tulsa Roughnecks          | 0-1              | Oklahoma City Energy FC      | (USL)    |
| (NASL)   | San Antonio Scorpions     | 0-2              | Austin Aztex                 | (USL)    |
| (USL)    | Real Monarchs             | 0-1              | Colorado Springs Switchbacks | (USL)    |
| (PDL)    | Ventura County Fusion     | 1-2              | PSA Elite                    | (USASA)  |
| (USL)    | Sacramento Republic FC    | 7-3              | Chula Vista FC               | (USASA)  |

### Quatrième tour
Ce tour marque l'entrée des équipes de Major League Soccer, PSA Elite étant le dernier représentant de l'USASA.
| Division | Club                   | Résultat         | Club                         | Division | Lieu                                            | Affluence | Date, heure        | Rapport |
| -------- | ---------------------- | ---------------- | ---------------------------- | -------- | ----------------------------------------------- | --------- | ------------------ | ------- |
| (MLS)    | Philadelphia Union     | 0-0 (3-1 t.a.b.) | Rochester Rhinos             | (USL)    | PPL Park, Chester, PA                           | 8 000     | Mardi 16, 19h30    | Rapport |
| (MLS)    | New York Red Bulls     | 3-0              | Atlanta Silverbacks          | (NASL)   | Red Bull Arena, Harrison, NJ                    | 5 585     | Mardi 16, 19h30    | Rapport |
| (MLS)    | Sporting Kansas City   | 1-0              | Saint Louis FC               | (USL)    | Sporting Park, Kansas City, KS                  | 19 298    | Mardi 16, 19h30    | Rapport |
| (MLS)    | Chicago Fire           | 1-0 a.p.         | Louisville City FC           | (USL)    | Toyota Park, Bridgeview, IL                     | 3 544     | Mardi 16, 19h30    | Rapport |
| (MLS)    | FC Dallas              | 4-1              | Oklahoma City Energy FC      | (USL)    | Garvey-Rosenthal Soccer Stadium, Fort Worth, TX | 1 009     | Mardi 16, 20h      | Rapport |
| (MLS)    | Colorado Rapids        | 4-1              | Colorado Springs Switchbacks | (USL)    | Dick's Sporting Goods Park, Commerce City, CO   | 1 727     | Mardi 16, 19h      | Rapport |
| (MLS)    | Real Salt Lake         | 2-1              | Seattle Sounders FC 2        | (USL)    | Rio Tinto Stadium, Sandy, UT                    | 8 000     | Mardi 16, 20h      | Rapport |
| (MLS)    | San Jose Earthquakes   | 2-2 (6-5 t.a.b.) | Sacramento Republic FC       | (USL)    | Avaya Stadium, San José, CA                     | 13 196    | Mardi 16, 19h30    | Rapport |
| (MLS)    | Seattle Sounders FC    | 1-3 a.p.         | Portland Timbers             | (MLS)    | Starfire Sports, Tukwila, WA                    | 4 022     | Mardi 16, 19h30    | Rapport |
| (USL)    | Pittsburgh Riverhounds | 1-3 a.p.         | DC United                    | (MLS)    | Highmark Stadium, Pittsburgh, PA                |           | Mercredi 17, 19h   |         |
| (USL)    | Richmond Kickers       | 1-3              | Columbus Crew                | (MLS)    | City Stadium, Richmond, VA                      | 4 040     | Mercredi 17, 19h   | Rapport |
| (NASL)   | New York Cosmos        | 2-2 (4-3 t.a.b.) | New York City FC             | (MLS)    | James M. Shuart Stadium, Hempstead, NY          | 11 446    | Mercredi 17, 19h30 | Rapport |
| (USL)    | Charleston Battery     | 4-4 (7-8 t.a.b.) | Orlando City SC              | (MLS)    | Blackbaud Stadium, Charleston, SC               | 3 459     | Mercredi 17, 19h30 | Rapport |
| (MLS)    | New England Revolution | 0-1              | Charlotte Independence       | (USL)    | Soldiers Field Soccer Stadium, Boston, MA       | 2 763     | Mercredi 17, 19h30 | Rapport |
| (MLS)    | Houston Dynamo         | 2-0              | Austin Aztex                 | (USL)    | BBVA Compass Stadium, Houston, TX               | 4 041     | Mercredi 17, 20h   | Rapport |
| (MLS)    | Los Angeles Galaxy     | 6-1              | PSA Elite                    | (USASA)  | StubHub Center, Carson, CA                      | 4 055     | Mercredi 17, 19h30 | Rapport |

### Huitièmes de finale
| 30 juin 2015 | Orlando City SC (MLS) | 2 - 0   | (MLS) Columbus Crew SC |                                                                              |                                                                              |
| 19h30        | Kaká 21e · Rivas 35e  | (2 - 0) |                        | Citrus Bowl, Orlando, Floride Spectateurs : 13 684 Arbitrage : Mark Kadlecik | Citrus Bowl, Orlando, Floride Spectateurs : 13 684 Arbitrage : Mark Kadlecik |
| 19h30        | Rapport               |         |                        | Citrus Bowl, Orlando, Floride Spectateurs : 13 684 Arbitrage : Mark Kadlecik | Citrus Bowl, Orlando, Floride Spectateurs : 13 684 Arbitrage : Mark Kadlecik |

| 30 juin 2015 | Philadelphia Union (MLS) | 2 - 1   | (MLS) DC United |                                                                |                                                                |
| 19h30        | Ayuk 56e · Fabinho 79e   | (0 - 1) | 27e Arrieta     | PPL Park, Philadelphie, Pennsylvanie Arbitrage : Fotis Bazakos | PPL Park, Philadelphie, Pennsylvanie Arbitrage : Fotis Bazakos |
| 19h30        | Sapong 24e               | Rapport |                 | PPL Park, Philadelphie, Pennsylvanie Arbitrage : Fotis Bazakos | PPL Park, Philadelphie, Pennsylvanie Arbitrage : Fotis Bazakos |

| 30 juin 2015 | Chicago Fire (MLS)         | 3 - 1   | (USL) Charlotte Independence |                                                       |                                                       |
| 19h30        | Magee 37e 82e · Palmer 50e | (1 - 1) | 5e Zahorski                  | Toyota Park, Bridgeview, Illinois Spectateurs : 3 617 | Toyota Park, Bridgeview, Illinois Spectateurs : 3 617 |
| 19h30        | Rapport                    |         |                              | Toyota Park, Bridgeview, Illinois Spectateurs : 3 617 | Toyota Park, Bridgeview, Illinois Spectateurs : 3 617 |

| 30 juin 2015 | Houston Dynamo (MLS) | 1 - 0   | (MLS) Colorado Rapids |                                                                                   |                                                                                   |
| 20h00        | Manotas 43e          | (1 - 0) |                       | BBVA Compass Stadium, Houston, Texas Spectateurs : 2 479 Arbitrage : Nima Saghafi | BBVA Compass Stadium, Houston, Texas Spectateurs : 2 479 Arbitrage : Nima Saghafi |
| 20h00        | Rapport              |         |                       | BBVA Compass Stadium, Houston, Texas Spectateurs : 2 479 Arbitrage : Nima Saghafi | BBVA Compass Stadium, Houston, Texas Spectateurs : 2 479 Arbitrage : Nima Saghafi |

| 1er juillet 2015 | New York Red Bulls (MLS)                                | 4 - 1   | (NASL) New York Cosmos |                                                            |                                                            |
| 19h30            | Zizzo 5e · Abang 42e · Kljestan 54e (pen.) · Grella 90e | (2 - 1) | 16e Mkosana            | Red Bull Arena, Harrison, New Jersey Arbitrage : Ted Unkel | Red Bull Arena, Harrison, New Jersey Arbitrage : Ted Unkel |
| 19h30            | Rapport                                                 |         |                        | Red Bull Arena, Harrison, New Jersey Arbitrage : Ted Unkel | Red Bull Arena, Harrison, New Jersey Arbitrage : Ted Unkel |

| 1er juillet 2015 | Sporting Kansas City (MLS)                     | 6 - 2   | (MLS) FC Dallas          |                                                                                   |                                                                                   |
| 19h30            | Dwyer 5e 30e 41e (pen.) 69e · Németh 45+1e 59e | (4 - 0) | 62e Barrios · 73e Acosta | Sporting Park, Kansas City, Kansas Spectateurs : 19 113 Arbitrage : Robert Sibiga | Sporting Park, Kansas City, Kansas Spectateurs : 19 113 Arbitrage : Robert Sibiga |
| 19h30            | Rapport                                        |         |                          | Sporting Park, Kansas City, Kansas Spectateurs : 19 113 Arbitrage : Robert Sibiga | Sporting Park, Kansas City, Kansas Spectateurs : 19 113 Arbitrage : Robert Sibiga |

| 1er juillet 2015 | Real Salt Lake (MLS)           | 2 - 0   | (MLS) Portland Timbers |                                                                                    |                                                                                    |
| 20h00            | Jaime 54e · Morales 71e (pen.) | (0 - 0) |                        | Rio Tinto Stadium, Sandy, Utah Spectateurs : 15 840 Arbitrage : Jose Carlos Rivero | Rio Tinto Stadium, Sandy, Utah Spectateurs : 15 840 Arbitrage : Jose Carlos Rivero |
| 20h00            | Rapport                        |         |                        | Rio Tinto Stadium, Sandy, Utah Spectateurs : 15 840 Arbitrage : Jose Carlos Rivero | Rio Tinto Stadium, Sandy, Utah Spectateurs : 15 840 Arbitrage : Jose Carlos Rivero |

| 1er juillet 2015 | San Jose Earthquakes (MLS) | 0 - 1   | (MLS) Los Angeles Galaxy |                                                                                    |                                                                                    |
| 19h30            |                            | (0 - 1) | 6e Villarreal            | Avaya Stadium, San Jose, Californie Spectateurs : 13 329 Arbitrage : Allen Chapman | Avaya Stadium, San Jose, Californie Spectateurs : 13 329 Arbitrage : Allen Chapman |
| 19h30            | Rapport                    |         |                          | Avaya Stadium, San Jose, Californie Spectateurs : 13 329 Arbitrage : Allen Chapman | Avaya Stadium, San Jose, Californie Spectateurs : 13 329 Arbitrage : Allen Chapman |

### Quarts de finale
| 14 juillet 2015 | Real Salt Lake | 1 - 0   | Los Angeles Galaxy |                                                                                    |                                                                                    |
| 20h00 UTC-3     | Maund 87e      | (0 - 0) |                    | Rio Tinto Stadium, Sandy, Utah Spectateurs : 11 060 Arbitrage : Jose Carlos Rivero | Rio Tinto Stadium, Sandy, Utah Spectateurs : 11 060 Arbitrage : Jose Carlos Rivero |
| 20h00 UTC-3     | Rapport        |         |                    | Rio Tinto Stadium, Sandy, Utah Spectateurs : 11 060 Arbitrage : Jose Carlos Rivero | Rio Tinto Stadium, Sandy, Utah Spectateurs : 11 060 Arbitrage : Jose Carlos Rivero |

| 21 juillet 2015 | New York Red Bulls                                  | 1 - 1 3 - 4 t. a. b. | Philadelphia Union                                  |                                                              |                                                              |
| 16h00 UTC-5     | Sam 90+4e                                           | (0 - 0)              | 56e Ayuk                                            | Red Bull Arena, Harrison, New Jersey Arbitrage : Chris Penso | Red Bull Arena, Harrison, New Jersey Arbitrage : Chris Penso |
| 16h00 UTC-5     |                                                     | Rapport              | 40e Casey ·                                         | Red Bull Arena, Harrison, New Jersey Arbitrage : Chris Penso | Red Bull Arena, Harrison, New Jersey Arbitrage : Chris Penso |
| 16h00 UTC-5     | Wright-Phillips · McCarty · Grella · Sam · Kljestan | Tirs au but 3 - 4    | Williams · Nogueira · Edu · Carreiro · Aristeguieta | Red Bull Arena, Harrison, New Jersey Arbitrage : Chris Penso | Red Bull Arena, Harrison, New Jersey Arbitrage : Chris Penso |

| 21 juillet 2015 | Sporting Kansas City                   | 3 - 1   | Houston Dynamo |                                                                               |                                                                               |
| 19h30 UTC-6     | Feilhaber 71e · Dwyer 86e · Németh 88e | (0 - 0) | 59e Bruin      | Sporting Park, Kansas City, Kansas Spectateurs : 17 589 Arbitrage : Ted Unkel | Sporting Park, Kansas City, Kansas Spectateurs : 17 589 Arbitrage : Ted Unkel |
| 19h30 UTC-6     |                                        | Rapport | 30e Garrido    | Sporting Park, Kansas City, Kansas Spectateurs : 17 589 Arbitrage : Ted Unkel | Sporting Park, Kansas City, Kansas Spectateurs : 17 589 Arbitrage : Ted Unkel |

| 22 juillet 2015 | Chicago Fire                    | 3 - 1   | Orlando City SC |                                                                                   |                                                                                   |
| 19h30 UTC-6     | Nyarko 3e · Igboananike 87e 90e | (1 - 0) | 56e Larin       | Toyota Park, Bridgeview, Illinois Spectateurs : 4 723 Arbitrage : Edvin Jurisevic | Toyota Park, Bridgeview, Illinois Spectateurs : 4 723 Arbitrage : Edvin Jurisevic |
| 19h30 UTC-6     | Rapport                         |         |                 | Toyota Park, Bridgeview, Illinois Spectateurs : 4 723 Arbitrage : Edvin Jurisevic | Toyota Park, Bridgeview, Illinois Spectateurs : 4 723 Arbitrage : Edvin Jurisevic |

### Demi-finales
| 12 août 2015 | Philadelphia Union | 1 - 0   | Chicago Fire |                                                              |                                                              |
| 19h30 UTC-5  | Le Toux 74e        | (0 - 0) |              | PPL Park, Philadelphie, Pennsylvanie Arbitrage : Juan Guzman | PPL Park, Philadelphie, Pennsylvanie Arbitrage : Juan Guzman |
| 19h30 UTC-5  | Rapport            |         |              | PPL Park, Philadelphie, Pennsylvanie Arbitrage : Juan Guzman | PPL Park, Philadelphie, Pennsylvanie Arbitrage : Juan Guzman |

| 12 août 2015 | Sporting Kansas City                      | 3 - 1   | Real Salt Lake |                                                                                        |                                                                                        |
| 19h30 UTC-4  | Mustivar 35e · Feilhaber 80e · Németh 85e | (1 - 1) | 24e García     | Sporting Park, Kansas City, Kansas Spectateurs : 16 117 Arbitrage : Armando Villarreal | Sporting Park, Kansas City, Kansas Spectateurs : 16 117 Arbitrage : Armando Villarreal |
| 19h30 UTC-4  |                                           | Rapport | 90+3e García   | Sporting Park, Kansas City, Kansas Spectateurs : 16 117 Arbitrage : Armando Villarreal | Sporting Park, Kansas City, Kansas Spectateurs : 16 117 Arbitrage : Armando Villarreal |

### Finale
| 30 septembre 2015                                                      | Philadelphia Union    | 1 - 1 a. p.                                                                                    | Sporting Kansas City | PPL Park, Philadelphie, Pennsylvanie       |                                            |
|                                                                        | Sébastien Le Toux 23e | (1 - 0)                                                                                        | 65e Krisztián Németh | Spectateurs : 14 463 Arbitrage : Ted Unkel | Spectateurs : 14 463 Arbitrage : Ted Unkel |
| Lahoud 21e · Barnetta 58e · Sapong 90+1e                               | Rapport               | 29e Ellis · 34e Sinovic · 71e Quintillà · 86e Besler · 94e Nagamura · 104e Zusi · 106e Myers · |                      | Spectateurs : 14 463 Arbitrage : Ted Unkel | Spectateurs : 14 463 Arbitrage : Ted Unkel |
| Le Toux · Nogueira · Edu · Barnetta · Casey · Lahoud · Gaddis · Wenger | Tirs au but 6 - 7     | Feilhaber · Dwyer · Németh · Besler · Nagamura · Zusi · Ellis · Quintillà                      |                      | Spectateurs : 14 463 Arbitrage : Ted Unkel | Spectateurs : 14 463 Arbitrage : Ted Unkel |

| Philadelphia Union | Sporting Kansas City |

| Philadelphia Union : |    |                     |       |        |
|                      |    |                     |       |        |
| GB                   | 1  | Andre Blake         |       | 120+1e |
| DD                   | 28 | Ray Gaddis          |       |        |
| DC                   | 8  | Maurice Edu (c)     |       |        |
| DC                   | 16 | Richie Marquez      |       |        |
| DG                   | 33 | Fabinho             |       |        |
| MC                   | 5  | Vincent Nogueira    |       |        |
| MC                   | 13 | Michael Lahoud      | 21e   |        |
| MOD                  | 9  | Sébastien Le Toux   |       |        |
| MO                   | 10 | Cristian Maidana    |       | 77e    |
| MOG                  | 85 | Tranquillo Barnetta | 58e   |        |
| A                    | 17 | C.J. Sapong         | 90+1e | 116e   |
| Remplaçants :        |    |                     |       |        |
| GB                   | 55 | John McCarthy       |       | 120+1e |
| M                    | 23 | Steven Vitória      |       |        |
| D                    | 2  | Warren Creavalle    |       |        |
| M                    | 6  | Conor Casey         |       | 77e    |
| M                    | 7  | Brian Carroll       |       |        |
| M                    | 14 | Eric Ayuk Mbu       |       |        |
| A                    | 11 | Andrew Wenger       |       | 116e   |
| Entraîneur :         |    |                     |       |        |
| Jim Curtin           |    |                     |       |        |

| Sporting Kansas City : |    |                   |      |      |
|                        |    |                   |      |      |
| GB                     | 29 | Tim Melia         |      |      |
| DG                     | 7  | Chance Myers      | 106e | 112e |
| DC                     | 5  | Matt Besler (c)   | 86e  |      |
| DC                     | 4  | Kevin Ellis       | 29e  |      |
| DD                     | 15 | Seth Sinovic      | 34e  | 78e  |
| MC                     | 10 | Benny Feilhaber   |      |      |
| MC                     | 93 | Sony Mustivar     |      | 66e  |
| MC                     | 6  | Paulo Nagamura    | 94e  |      |
| A                      | 9  | Krisztián Németh  |      |      |
| A                      | 14 | Dominic Dwyer     |      |      |
| A                      | 8  | Graham Zusi       | 104e |      |
| Remplaçants :          |    |                   |      |      |
| GB                     | 21 | John Kempin       |      |      |
| D                      | 37 | Jacob Peterson    |      | 78e  |
| D                      | 2  | Erik Palmer-Brown |      |      |
| D                      | 17 | Saad Abdul-Salaam |      | 112e |
| M                      | 11 | Bernardo Añor     |      |      |
| M                      | 96 | Jordi Quintillà   | 71e  | 66e  |
| M                      | 12 | Mikey Lopez       |      |      |
| Entraîneur :           |    |                   |      |      |
| Peter Vermes           |    |                   |      |      |

| Assistants : Ian Anderson James Conlee Quatrième arbitre : Chris Penso |

| Vainqueur de la Lamar Hunt US Open Cup 2015 Sporting Kansas City 3e titre |

### Tableau final
|  | Huitièmes de finale                          | Huitièmes de finale                         |                      |       | Quarts de finale                          | Quarts de finale                          |  |  | Demi-finales                    | Demi-finales                    |  |  | Finale                               | Finale                               |
|  | Huitièmes de finale                          | Huitièmes de finale                         |                      |       | Quarts de finale                          | Quarts de finale                          |  |  | Demi-finales                    | Demi-finales                    |  |  | Finale                               | Finale                               |
|  |                                              |                                             |                      |       |                                           |                                           |  |  |                                 |                                 |  |  |                                      |                                      |
|  | 1er juillet 2015, Red Bull Arena, Harrison   | 1er juillet 2015, Red Bull Arena, Harrison  |                      |       | 21 juillet 2015, Red Bull Arena, Harrison | 21 juillet 2015, Red Bull Arena, Harrison |  |  | 12 août 2015, PPL Park, Chester | 12 août 2015, PPL Park, Chester |  |  | 30 septembre 2015, PPL Park, Chester | 30 septembre 2015, PPL Park, Chester |
|  | 1er juillet 2015, Red Bull Arena, Harrison   | 1er juillet 2015, Red Bull Arena, Harrison  |                      |       | 21 juillet 2015, Red Bull Arena, Harrison | 21 juillet 2015, Red Bull Arena, Harrison |  |  | 12 août 2015, PPL Park, Chester | 12 août 2015, PPL Park, Chester |  |  | 30 septembre 2015, PPL Park, Chester | 30 septembre 2015, PPL Park, Chester |
|  | New York Red Bulls                           | 4                                           |                      |       | 21 juillet 2015, Red Bull Arena, Harrison | 21 juillet 2015, Red Bull Arena, Harrison |  |  | 12 août 2015, PPL Park, Chester | 12 août 2015, PPL Park, Chester |  |  | 30 septembre 2015, PPL Park, Chester | 30 septembre 2015, PPL Park, Chester |
|  | New York Red Bulls                           | 4                                           |                      |       | 21 juillet 2015, Red Bull Arena, Harrison | 21 juillet 2015, Red Bull Arena, Harrison |  |  | 12 août 2015, PPL Park, Chester | 12 août 2015, PPL Park, Chester |  |  | 30 septembre 2015, PPL Park, Chester | 30 septembre 2015, PPL Park, Chester |
|  | New York Cosmos                              | 1                                           |                      |       | 21 juillet 2015, Red Bull Arena, Harrison | 21 juillet 2015, Red Bull Arena, Harrison |  |  | 12 août 2015, PPL Park, Chester | 12 août 2015, PPL Park, Chester |  |  | 30 septembre 2015, PPL Park, Chester | 30 septembre 2015, PPL Park, Chester |
|  | New York Cosmos                              | 1                                           | New York Red Bulls   | 1 (3) |                                           |                                           |  |  | 12 août 2015, PPL Park, Chester | 12 août 2015, PPL Park, Chester |  |  | 30 septembre 2015, PPL Park, Chester | 30 septembre 2015, PPL Park, Chester |
|  | 30 juin 2015, PPL Park, Chester              |                                             | New York Red Bulls   | 1 (3) |                                           |                                           |  |  | 12 août 2015, PPL Park, Chester | 12 août 2015, PPL Park, Chester |  |  | 30 septembre 2015, PPL Park, Chester | 30 septembre 2015, PPL Park, Chester |
|  |                                              | Philadelphia Union t. a. b.                 | 1 (4)                |       |                                           |                                           |  |  | 12 août 2015, PPL Park, Chester | 12 août 2015, PPL Park, Chester |  |  | 30 septembre 2015, PPL Park, Chester | 30 septembre 2015, PPL Park, Chester |
|  | Philadelphia Union                           | Philadelphia Union t. a. b.                 | 1 (4)                | 2     |                                           |                                           |  |  | 12 août 2015, PPL Park, Chester | 12 août 2015, PPL Park, Chester |  |  | 30 septembre 2015, PPL Park, Chester | 30 septembre 2015, PPL Park, Chester |
|  | Philadelphia Union                           | 22 juillet 2015, Bridgeview, Chicago        |                      | 2     |                                           |                                           |  |  | 12 août 2015, PPL Park, Chester | 12 août 2015, PPL Park, Chester |  |  | 30 septembre 2015, PPL Park, Chester | 30 septembre 2015, PPL Park, Chester |
|  | DC United                                    | 1                                           |                      |       |                                           |                                           |  |  | 12 août 2015, PPL Park, Chester | 12 août 2015, PPL Park, Chester |  |  | 30 septembre 2015, PPL Park, Chester | 30 septembre 2015, PPL Park, Chester |
|  | DC United                                    | 1                                           | Philadelphia Union   | 1     |                                           |                                           |  |  |                                 |                                 |  |  | 30 septembre 2015, PPL Park, Chester | 30 septembre 2015, PPL Park, Chester |
|  | 30 juin 2015, Bridgeview, Chicago            |                                             | Philadelphia Union   | 1     |                                           |                                           |  |  |                                 |                                 |  |  | 30 septembre 2015, PPL Park, Chester | 30 septembre 2015, PPL Park, Chester |
|  |                                              | Chicago Fire                                | 0                    |       |                                           |                                           |  |  |                                 |                                 |  |  | 30 septembre 2015, PPL Park, Chester | 30 septembre 2015, PPL Park, Chester |
|  | Chicago Fire                                 | Chicago Fire                                | 0                    | 3     |                                           |                                           |  |  |                                 |                                 |  |  | 30 septembre 2015, PPL Park, Chester | 30 septembre 2015, PPL Park, Chester |
|  | Chicago Fire                                 | 12 août 2015, Sporting Park, Kansas City    |                      | 3     |                                           |                                           |  |  |                                 |                                 |  |  | 30 septembre 2015, PPL Park, Chester | 30 septembre 2015, PPL Park, Chester |
|  | Charlotte Independence                       | 1                                           |                      |       |                                           |                                           |  |  |                                 |                                 |  |  | 30 septembre 2015, PPL Park, Chester | 30 septembre 2015, PPL Park, Chester |
|  | Charlotte Independence                       | 1                                           | Chicago Fire         | 3     |                                           |                                           |  |  |                                 |                                 |  |  | 30 septembre 2015, PPL Park, Chester | 30 septembre 2015, PPL Park, Chester |
|  | 30 juin 2015, Citrus Bowl, Orlando           |                                             | Chicago Fire         | 3     |                                           |                                           |  |  |                                 |                                 |  |  | 30 septembre 2015, PPL Park, Chester | 30 septembre 2015, PPL Park, Chester |
|  |                                              | Orlando City SC                             | 1                    |       |                                           |                                           |  |  |                                 |                                 |  |  | 30 septembre 2015, PPL Park, Chester | 30 septembre 2015, PPL Park, Chester |
|  | Orlando City SC                              | Orlando City SC                             | 1                    | 2     |                                           |                                           |  |  |                                 |                                 |  |  | 30 septembre 2015, PPL Park, Chester | 30 septembre 2015, PPL Park, Chester |
|  | Orlando City SC                              | 21 juillet 2015, Sporting Park, Kansas City |                      | 2     |                                           |                                           |  |  |                                 |                                 |  |  | 30 septembre 2015, PPL Park, Chester | 30 septembre 2015, PPL Park, Chester |
|  | Columbus Crew                                | 0                                           |                      |       |                                           |                                           |  |  |                                 |                                 |  |  | 30 septembre 2015, PPL Park, Chester | 30 septembre 2015, PPL Park, Chester |
|  | Columbus Crew                                | 0                                           | Philadelphia Union   | 1 (6) |                                           |                                           |  |  |                                 |                                 |  |  |                                      |                                      |
|  | 1er juillet 2015, Sporting Park, Kansas City |                                             | Philadelphia Union   | 1 (6) |                                           |                                           |  |  |                                 |                                 |  |  |                                      |                                      |
|  |                                              | Sporting Kansas City t. a. b.               | 1 (7)                |       |                                           |                                           |  |  |                                 |                                 |  |  |                                      |                                      |
|  | Sporting Kansas City                         | Sporting Kansas City t. a. b.               | 1 (7)                | 6     |                                           |                                           |  |  |                                 |                                 |  |  |                                      |                                      |
|  | Sporting Kansas City                         |                                             |                      | 6     |                                           |                                           |  |  |                                 |                                 |  |  |                                      |                                      |
|  | FC Dallas                                    | 2                                           |                      |       |                                           |                                           |  |  |                                 |                                 |  |  |                                      |                                      |
|  | FC Dallas                                    | 2                                           | Sporting Kansas City | 3     |                                           |                                           |  |  |                                 |                                 |  |  |                                      |                                      |
|  | 30 juin 2015, BBVA Compass Stadium, Houston  |                                             | Sporting Kansas City | 3     |                                           |                                           |  |  |                                 |                                 |  |  |                                      |                                      |
|  |                                              | Houston Dynamo                              | 1                    |       |                                           |                                           |  |  |                                 |                                 |  |  |                                      |                                      |
|  | Houston Dynamo                               | Houston Dynamo                              | 1                    | 1     |                                           |                                           |  |  |                                 |                                 |  |  |                                      |                                      |
|  | Houston Dynamo                               | 14 juillet 2015, Rio Tinto Stadium, Sandy   |                      | 1     |                                           |                                           |  |  |                                 |                                 |  |  |                                      |                                      |
|  | Colorado Rapids                              | 0                                           |                      |       |                                           |                                           |  |  |                                 |                                 |  |  |                                      |                                      |
|  | Colorado Rapids                              | 0                                           | Sporting Kansas City | 3     |                                           |                                           |  |  |                                 |                                 |  |  |                                      |                                      |
|  | 1er juillet 2015, Rio Tinto Stadium, Sandy   |                                             | Sporting Kansas City | 3     |                                           |                                           |  |  |                                 |                                 |  |  |                                      |                                      |
|  |                                              | Real Salt Lake                              | 1                    |       |                                           |                                           |  |  |                                 |                                 |  |  |                                      |                                      |
|  | Real Salt Lake                               | Real Salt Lake                              | 1                    | 2     |                                           |                                           |  |  |                                 |                                 |  |  |                                      |                                      |
|  | Real Salt Lake                               |                                             |                      | 2     |                                           |                                           |  |  |                                 |                                 |  |  |                                      |                                      |
|  | Portland Timbers                             | 0                                           |                      |       |                                           |                                           |  |  |                                 |                                 |  |  |                                      |                                      |
|  | Portland Timbers                             | 0                                           | Real Salt Lake       | 1     |                                           |                                           |  |  |                                 |                                 |  |  |                                      |                                      |
|  | 1er juillet 2015, Avaya Stadium, San Jose    |                                             | Real Salt Lake       | 1     |                                           |                                           |  |  |                                 |                                 |  |  |                                      |                                      |
|  |                                              | Los Angeles Galaxy                          | 0                    |       |                                           |                                           |  |  |                                 |                                 |  |  |                                      |                                      |
|  | San Jose Earthquakes                         | Los Angeles Galaxy                          | 0                    | 0     |                                           |                                           |  |  |                                 |                                 |  |  |                                      |                                      |
|  | San Jose Earthquakes                         |                                             |                      | 0     |                                           |                                           |  |  |                                 |                                 |  |  |                                      |                                      |
|  | Los Angeles Galaxy                           | 1                                           |                      |       |                                           |                                           |  |  |                                 |                                 |  |  |                                      |                                      |
|  | Los Angeles Galaxy                           | 1                                           |                      |       |                                           |                                           |  |  |                                 |                                 |  |  |                                      |                                      |

## Synthèse

### Nombre d'équipes par division et par tour
| Divisions / Manches                      | Tour préliminaire | Premier tour  | Deuxième tour | Troisième tour | Quatrième tour | Huitièmes de finale | Quarts de finale | Demi- finales | Finale |
| ---------------------------------------- | ----------------- | ------------- | ------------- | -------------- | -------------- | ------------------- | ---------------- | ------------- | ------ |
| MLS (D1) 17 équipes                      | non présentes     | non présentes | non présentes | non présentes  | 17             | 14                  | 8                | 4             | 2      |
| NASL (D2) 9 équipes                      | non présentes     | non présentes | non présentes | 9              | 2              | 1                   | Aucune           | Aucune        | Aucune |
| USL (D3) 21 équipes                      | non présentes     | non présentes | 21            | 16             | 12             | 1                   | Aucune           | Aucune        | Aucune |
| PDL (D4) 19 équipes                      | non présentes     | 19            | 11            | 2              | Aucune         | Aucune              | Aucune           | Aucune        | Aucune |
| NPSL (D4) 12 équipes                     | non présentes     | 12            | 7             | 1              | Aucune         | Aucune              | Aucune           | Aucune        | Aucune |
| USASA (divisions inférieures) 10 équipes | 2 présentes       | 10            | 2             | 2              | 1              | Aucune              | Aucune           | Aucune        | Aucune |
| USCS 1 équipe                            | 1                 | Aucune        | Aucune        | Aucune         | Aucune         | Aucune              | Aucune           | Aucune        | Aucune |
| USSSA 1 équipe                           | 1                 | 1             | 1             | Aucune         | Aucune         | Aucune              | Aucune           | Aucune        | Aucune |
| Total                                    | 91                | 89            | 68            | 47             | 32             | 16                  | 8                | 4             | 2      |

### Le parcours des équipes de Major League Soccer
- Les équipes de Major League Soccer font leur entrée dans la compétition lors du quatrième tour.

| Équipes de la Conférence Ouest | Édition précédente | Édition 2015                                       |
| ------------------------------ | ------------------ | -------------------------------------------------- |
| Colorado Rapids                | 1/8 de finale      | 1/16 de finale c. Houston Dynamo (MLS) [1-0]       |
| FC Dallas                      | Demi-finale        | 1/16 de finale c. Sporting Kansas City (MLS) [6-2] |
| Houston Dynamo                 | 1/8 de finale      | 1/4 de finale c. Sporting Kansas City (MLS) [3-1]  |
| Los Angeles Galaxy             | 1/8 de finale      | 1/4 de finale c. Real Salt Lake (MLS) [1-0]        |
| Portland Timbers               | 1/4 de finale      | 1/16 de finale c. Real Salt Lake (MLS) [2-0]       |
| Real Salt Lake                 | 1/16 de finale     | 1/2 finale c. Sporting Kansas City (MLS) [3-1]     |
| San José Earthquakes           | 1/8 de finale      | 1/16 de finale c. Los Angeles Galaxy (MLS) [0-1]   |
| Seattle Sounders               | Vainqueur          | 4e tour c. Portland Timbers (MLS) [1-3 a.p.]       |
| Sporting Kansas City           | 1/8 de finale      | Vainqueur                                          |

| Équipes de la Conférence Est | Édition précédente     | Édition 2015                                                 |
| ---------------------------- | ---------------------- | ------------------------------------------------------------ |
| Chicago Fire                 | Demi-finale            | 1/2 finale c. Philadelphia Union (MLS) [1-0]                 |
| Columbus Crew                | 1/8 de finale          | 1/16 de finale c. Orlando City SC (MLS) [2-0]                |
| DC United                    | 1/16 de finale         | 1/16 de finale c. Philadelphia Union (MLS) [2-1]             |
| Orlando City SC              | 1/16 de finale         | 1/4 de finale c. Chicago Fire (MLS) [3-1]                    |
| New England Revolution       | 1/4 de finale          | 4e tour c. Charlotte Independence (USL) [0-1]                |
| New York City FC             | Première participation | 4e tour c. New York Cosmos (NASL) [2-2 (3-4 t.a.b.)]         |
| New York Red Bulls           | 1/16 de finale         | 1/4 de finale c. Philadelphia Union (MLS) [1-1 (3-4 t.a.b.)] |
| Philadelphia Union           | Finaliste              | Finaliste                                                    |

## Meilleurs buteurs
| Rang | Joueur           | Équipe                 | Buts |
| ---- | ---------------- | ---------------------- | ---- |
| 1    | Krisztián Németh | Sporting Kansas City   | 5    |
| 2    | Tomasz Zahorski  | Charlotte Independence | 4    |
| 2    | Carlos Rivas     | Orlando City SC        | 4    |
| 2    | Thomas Stewart   | Sacramento Republic FC | 4    |
| 2    | Dominic Dwyer    | Sporting Kansas City   | 4    |
| 6    | Michael Barrios  | FC Dallas              | 3    |
| 6    | Robbie Keane     | Los Angeles Galaxy     | 3    |
| 6    | Mats Bjurman     | PSA Elite              | 3    |
| 6    | Michael Salazar  | PSA Elite              | 3    |
| 6    | Adnan Gabeljic   | Sacramento Republic FC | 3    |
| 6    | Pablo Rossi      | Seattle Sounders FC 2  | 3    |